# Adilson Kindlemann
Adilson Kindlemann (4 mei 1973) is een Braziliaans piloot die deelneemt aan de Red Bull Air Race World Series.
Kindlemann heeft sinds 2007 hard gewerkt om hieraan deel te nemen: hij deed vijf trainingssessies en nam ook deel aan het wereldkampioenschap kunstvliegen in 2009. In oktober van datzelfde jaar mocht hij deelnemen aan de Red Bull Air Race-kwalificatie Camping Cassarubios in Madrid, Spanje en kreeg hij de superlicentie waarmee hij mocht deelnemen in 2010. Kindlemann is de eerste Zuid-Amerikaan die deelneemt aan de Red Bull Air Race, waarmee dit het zesde continent is dat deel heeft genomen aan het kampioenschap.

## Crash 2010
Tijdens een trainingssessie van de tweede ronde in 2010 (Perth, Australië) crashte Kindlemann in de Swan River. Klaarblijkelijk liep het vliegtuig vast tijdens het maken van een bocht. Kindlemann was de eerste piloot die crashte tijdens een race van de Red Bull Air Race.